# Danh sách di sản văn hóa Tây Ban Nha được quan tâm ở tỉnh Almería
Danh sách di sản văn hóa Tây Ban Nha được quan tâm ở Almería (tỉnh).

## Di tích theo thành phố

### A

#### Abla
| Tên                                       | Dạng                                | Địa điểm        | Tọa độ | Số hồ sơ tham khảo? | Ngày nhận danh hiệu?     | Hình ảnh     |
| ----------------------------------------- | ----------------------------------- | --------------- | ------ | ------------------- | ------------------------ | ------------ |
| Lâu đài Juntas                            | Di tích Kiến trúc phòng thủ Lâu đài | Abla Las Juntas |        | RI-51-0007429       | ngày 22 tháng 6 năm 1993 | Upload image |
| Peñón Juntas (Khu vực lớn và bị thay đổi) | Khu khảo cổ Thời đại đồ đồng        | Abla Las Juntas |        | RI-55-0000846       | ngày 21 tháng 3 năm 2006 | Upload image |

#### Abrucena
| Tên                   | Dạng                                | Địa điểm | Tọa độ                                        | Số hồ sơ tham khảo? | Ngày nhận danh hiệu?     | Hình ảnh                     |
| --------------------- | ----------------------------------- | -------- | --------------------------------------------- | ------------------- | ------------------------ | ---------------------------- |
| Castillejo (Abrucena) | Di tích Kiến trúc phòng thủ Lâu đài | Abrucena | 37°07′35″B 2°47′46″T / 37,126384°B 2,796197°T | RI-51-0007430       | ngày 22 tháng 6 năm 1993 | El Castillejo · Upload image |

#### Adra (Tây Ban Nha)
| Tên              | Dạng    | Địa điểm           | Tọa độ | Số hồ sơ tham khảo? | Ngày nhận danh hiệu?     | Hình ảnh     |
| ---------------- | ------- | ------------------ | ------ | ------------------- | ------------------------ | ------------ |
| Tháp Guainos     | Di tích | Adra (Tây Ban Nha) |        | RI-51-0007431       | ngày 22 tháng 6 năm 1993 | Upload image |
| Tường thành Adra | Di tích | Adra (Tây Ban Nha) |        | RI-51-0007432       | ngày 22 tháng 6 năm 1993 | Upload image |

#### Alboloduy
| Tên                 | Dạng    | Địa điểm  | Tọa độ | Số hồ sơ tham khảo? | Ngày nhận danh hiệu?     | Hình ảnh     |
| ------------------- | ------- | --------- | ------ | ------------------- | ------------------------ | ------------ |
| Hizan               | Di tích | Alboloduy |        | RI-51-0007434       | ngày 22 tháng 6 năm 1993 | Upload image |
| Pháo đài Peñón Moro | Di tích | Alboloduy |        | RI-51-0007435       | ngày 22 tháng 6 năm 1993 | Upload image |

#### Albox
| Tên                 | Dạng    | Địa điểm | Tọa độ | Số hồ sơ tham khảo? | Ngày nhận danh hiệu?     | Hình ảnh     |
| ------------------- | ------- | -------- | ------ | ------------------- | ------------------------ | ------------ |
| Mộ Saliente (Albox) | Di tích | Albox    |        | RI-51-0007302       | ngày 14 tháng 7 năm 1992 | Upload image |
| Castillico (Albox)  | Di tích | Albox    |        | RI-51-0007436       | ngày 22 tháng 6 năm 1993 | Upload image |
| Tháp Aljambra       | Di tích | Albox    |        | RI-51-0007437       | ngày 22 tháng 6 năm 1993 | Upload image |
| Tháp Terdiguera     | Di tích | Albox    |        | RI-51-0007438       | ngày 22 tháng 6 năm 1993 | Upload image |

#### Albánchez
| Tên               | Dạng    | Địa điểm  | Tọa độ | Số hồ sơ tham khảo? | Ngày nhận danh hiệu?     | Hình ảnh     |
| ----------------- | ------- | --------- | ------ | ------------------- | ------------------------ | ------------ |
| Lâu đài Albanchez | Di tích | Albánchez |        | RI-51-0007433       | ngày 22 tháng 6 năm 1993 | Upload image |

#### Alcolea
| Tên                  | Dạng    | Địa điểm | Tọa độ | Số hồ sơ tham khảo? | Ngày nhận danh hiệu?     | Hình ảnh     |
| -------------------- | ------- | -------- | ------ | ------------------- | ------------------------ | ------------ |
| Castillejo (Alcolea) | Di tích | Alcolea  |        | RI-51-0007439       | ngày 22 tháng 6 năm 1993 | Upload image |

#### Alcudia de Monteagud
| Tên                       | Dạng    | Địa điểm             | Tọa độ | Số hồ sơ tham khảo? | Ngày nhận danh hiệu?     | Hình ảnh     |
| ------------------------- | ------- | -------------------- | ------ | ------------------- | ------------------------ | ------------ |
| Tháp Casaros I            | Di tích | Alcudia de Monteagud |        | RI-51-0012208       | ngày 25 tháng 6 năm 1985 | Upload image |
| Tháp "Despoblado Alhabia" | Di tích | Alcudia de Monteagud |        | RI-51-0007440       | ngày 22 tháng 6 năm 1993 | Upload image |

#### Alhabia
| Tên                    | Dạng    | Địa điểm | Tọa độ | Số hồ sơ tham khảo? | Ngày nhận danh hiệu?     | Hình ảnh     |
| ---------------------- | ------- | -------- | ------ | ------------------- | ------------------------ | ------------ |
| Pháo đài "Pago Nietos" | Di tích | Alhabia  |        | RI-51-0007441       | ngày 22 tháng 6 năm 1993 | Upload image |

#### Alhama de Almería
| Tên                 | Dạng        | Địa điểm          | Tọa độ | Số hồ sơ tham khảo? | Ngày nhận danh hiệu?     | Hình ảnh     |
| ------------------- | ----------- | ----------------- | ------ | ------------------- | ------------------------ | ------------ |
| Lâu đài Castillejos | Di tích     | Alhama de Almería |        | RI-51-0007442       | ngày 22 tháng 6 năm 1993 | Upload image |
| Loma Galera         | Khu khảo cổ | Alhama de Almería |        | RI-55-0000185       | ngày 25 tháng 5 năm 1993 | Upload image |

#### Almería
| Tên                                                         | Dạng                 | Địa điểm | Tọa độ                                        | Số hồ sơ tham khảo? | Ngày nhận danh hiệu?      | Hình ảnh                                                                 |
| ----------------------------------------------------------- | -------------------- | -------- | --------------------------------------------- | ------------------- | ------------------------- | ------------------------------------------------------------------------ |
| Círculo Mercantil và Industrial (Almería)                   | Di tích              | Almería  |                                               | RI-51-0010777       | ngày 12 tháng 3 năm 2002  | Edificio Círculo Mercantil e Indusrial y Teatro Cervantes · Upload image |
| Tường thành Almería                                         | Di tích              | Almería  |                                               | RI-51-0011354       | ngày 25 tháng 6 năm 1985  | Upload image                                                             |
| Torreón San Miguel (Almería)                                | Di tích              | Almería  |                                               | RI-51-0012106       | ngày 25 tháng 6 năm 1985  | Torre de San Miguel (Almería) · Upload image                             |
| Trạm Renfe (Almería)                                        | Di tích              | Almería  |                                               | RI-51-0011414       |                           | Estación Renfe (Almería) · Upload image                                  |
| Bệnh viện Santa María Magdalena                             | Di tích              | Almería  |                                               | RI-51-0012094       | ngày 10 tháng 7 năm 2007  | Upload image                                                             |
| Nhà thờ chính tòa Almería                                   | Di tích              | Almería  |                                               | RI-51-0000374       | ngày 3 tháng 6 năm 1931   | Iglesia Catedral de la Encarnación (Almería) · Upload image              |
| Alcazaba và Tường thành Đồi San Cristóbal                   | Di tích              | Almería  | 36°50′32″B 2°28′07″T / 36,842222°B 2,468611°T | RI-51-0000375       | ngày 3 tháng 6 năm 1931   | Alcazaba y Murallas del Cerro de San Cristóbal · Upload image            |
| Nhà thờ Santiago (Almería)                                  | Di tích              | Almería  |                                               | RI-51-0000376       | ngày 3 tháng 6 năm 1931   | Upload image                                                             |
| Nhà thờ San Juan Evangelista (Almería)                      | Di tích              | Almería  |                                               | RI-51-0001082       | ngày 11 tháng 5 năm 1934  | Upload image                                                             |
| Bảo tàng Almería                                            | Di tích              | Almería  |                                               | RI-51-0001305       | ngày 1 tháng 3 năm 1962   | Upload image                                                             |
| Casino Cultural                                             | Di tích              | Almería  |                                               | RI-51-0005058       | ngày 7 tháng 3 năm 1985   | Upload image                                                             |
| Trường nghệ thuật Aplicadas và Oficios Artísticos (Almería) | Di tích              | Almería  |                                               | RI-51-0005069       | ngày 17 tháng 4 năm 1985  | Escuela de Artes Aplicadas y Oficios Artísticos (Almería) · Upload image |
| Nhà thờ Convento Santa Clara (Almería)                      | Di tích              | Almería  |                                               | RI-51-0007296       | ngày 19 tháng 5 năm 1992  | Upload image                                                             |
| Cổng Purchena                                               | Khu phức hợp lịch sử | Almería  |                                               | RI-53-0000388       | ngày 26 tháng 2 năm 1991  | Upload image                                                             |
| Centro histórico Almería                                    | Khu phức hợp lịch sử | Almería  |                                               | RI-53-0000310       | ngày 4 tháng 5 năm 1999   | Upload image                                                             |
| Khu vực Khảo cổ Cortijo Nuevo                               | Khu khảo cổ          | Almería  |                                               | RI-55-0000184       | ngày 9 tháng 11 năm 1999  | Upload image                                                             |
| Lưu trữ lịch sử Provincial Almería                          | Lưu trữ              | Almería  |                                               | RI-AR-0000015       | ngày 10 tháng 11 năm 1997 | Upload image                                                             |
| Tu viện Purísima Concepción (Almería)                       | Di tích              | Almería  |                                               | RI-51-0007301       | ngày 14 tháng 7 năm 1992  | Upload image                                                             |
| Vương cung thánh đường Virgen Mar (Almería)                 | Di tích              | Almería  |                                               | RI-51-0007304       | ngày 14 tháng 7 năm 1992  | Upload image                                                             |
| Tàn tích Arqueológicos C/ Reina                             | Di tích              | Almería  |                                               | RI-51-0007443       | ngày 22 tháng 6 năm 1993  | Upload image                                                             |
| Faro San Telmo                                              | Di tích              | Almería  |                                               | RI-51-0007444       | ngày 22 tháng 6 năm 1993  | Upload image                                                             |
| Tháp Perdigal                                               | Di tích              | Almería  |                                               | RI-51-0007445       | ngày 22 tháng 6 năm 1993  | Torre Perdigal · Upload image                                            |
| Tháp García                                                 | Di tích              | Almería  |                                               | RI-51-0007446       | ngày 22 tháng 6 năm 1993  | Torregarcía · Upload image                                               |
| Căn nhà Fuertes (Almería)                                   | Di tích              | Almería  |                                               | RI-51-0007447       | ngày 22 tháng 6 năm 1993  | Upload image                                                             |
| Thư viện Pública Estado (Almería)                           | Thư viện             | Almería  |                                               | RI-BI-0000009       | ngày 25 tháng 6 năm 1985  | Upload image                                                             |
| Tháp Cárdenas                                               | Di tích              | Almería  |                                               | RI-51-0007448       | ngày 22 tháng 6 năm 1993  | Torre Cárdenas · Upload image                                            |
| Tháp "Garrofa"                                              | Di tích              | Almería  |                                               | RI-51-0007449       | ngày 22 tháng 6 năm 1993  | Torre "La Garrofa" · Upload image                                        |
| Cable Inglés                                                | Di tích              | Almería  |                                               | RI-51-0010222       | ngày 28 tháng 7 năm 1998  | Cargadero de Mineral El Alquife · Upload image                           |

#### Antas
| Tên                       | Dạng        | Địa điểm | Tọa độ | Số hồ sơ tham khảo? | Ngày nhận danh hiệu?      | Hình ảnh     |
| ------------------------- | ----------- | -------- | ------ | ------------------- | ------------------------- | ------------ |
| Đồi Torre                 | Di tích     | Antas    |        | RI-51-0007450       | ngày 22 tháng 6 năm 1993  | Upload image |
| Khu vực Argar và Gerundia | Khu khảo cổ | Antas    |        | RI-55-0000181       | ngày 28 tháng 10 năm 2003 | Upload image |
| Khu vực Khảo cổ Garcel    | Khu khảo cổ | Antas    |        | RI-55-0000207       | ngày 29 tháng 4 năm 2008  | Upload image |

#### Arboleas
| Tên                | Dạng    | Địa điểm | Tọa độ | Số hồ sơ tham khảo? | Ngày nhận danh hiệu?     | Hình ảnh     |
| ------------------ | ------- | -------- | ------ | ------------------- | ------------------------ | ------------ |
| Lâu đài (Arboleas) | Di tích | Arboleas |        | RI-51-0007451       | ngày 22 tháng 6 năm 1993 | Upload image |

### B

#### Bacares
| Tên                | Dạng    | Địa điểm | Tọa độ | Số hồ sơ tham khảo? | Ngày nhận danh hiệu?     | Hình ảnh     |
| ------------------ | ------- | -------- | ------ | ------------------- | ------------------------ | ------------ |
| Pháo đài "Albacar" | Di tích | Bacares  |        | RI-51-0007452       | ngày 22 tháng 6 năm 1993 | Upload image |
| Lâu đài (Bacares)  | Di tích | Bacares  |        | RI-51-0007453       | ngày 22 tháng 6 năm 1993 | Upload image |

#### Bayárcal
| Tên                | Dạng    | Địa điểm | Tọa độ | Số hồ sơ tham khảo? | Ngày nhận danh hiệu?     | Hình ảnh     |
| ------------------ | ------- | -------- | ------ | ------------------- | ------------------------ | ------------ |
| Mõm đá Matías      | Di tích | Bayárcal |        | RI-51-0011358       | ngày 25 tháng 6 năm 1985 | Upload image |
| Mõm đá Cruces      | Di tích | Bayárcal |        | RI-51-0011359       | ngày 25 tháng 6 năm 1985 | Upload image |
| Đồi Lâu đài Inizar | Di tích | Bayárcal |        | RI-51-0007454       | ngày 22 tháng 6 năm 1993 | Upload image |

#### Bédar
| Tên                | Dạng    | Địa điểm | Tọa độ | Số hồ sơ tham khảo? | Ngày nhận danh hiệu?     | Hình ảnh     |
| ------------------ | ------- | -------- | ------ | ------------------- | ------------------------ | ------------ |
| Castillico (Bédar) | Di tích | Bédar    |        | RI-51-0007455       | ngày 22 tháng 6 năm 1993 | Upload image |

#### Beires
| Tên              | Dạng    | Địa điểm | Tọa độ | Số hồ sơ tham khảo? | Ngày nhận danh hiệu?     | Hình ảnh     |
| ---------------- | ------- | -------- | ------ | ------------------- | ------------------------ | ------------ |
| Lâu đài (Beires) | Di tích | Beires   |        | RI-51-0007456       | ngày 22 tháng 6 năm 1993 | Upload image |

#### Benahadux
| Tên            | Dạng        | Địa điểm  | Tọa độ | Số hồ sơ tham khảo? | Ngày nhận danh hiệu?     | Hình ảnh     |
| -------------- | ----------- | --------- | ------ | ------------------- | ------------------------ | ------------ |
| Khu vực Chuche | Khu khảo cổ | Benahadux |        | RI-55-0000182       | ngày 16 tháng 2 năm 1999 | Upload image |

#### Benitagla
| Tên                    | Dạng    | Địa điểm  | Tọa độ | Số hồ sơ tham khảo? | Ngày nhận danh hiệu?     | Hình ảnh     |
| ---------------------- | ------- | --------- | ------ | ------------------- | ------------------------ | ------------ |
| Castillico (Benitagla) | Di tích | Benitagla |        | RI-51-0007457       | ngày 22 tháng 6 năm 1993 | Upload image |

#### Benizalón
| Tên                            | Dạng    | Địa điểm  | Tọa độ | Số hồ sơ tham khảo? | Ngày nhận danh hiệu?     | Hình ảnh     |
| ------------------------------ | ------- | --------- | ------ | ------------------- | ------------------------ | ------------ |
| Pháo đài và despoblado Benimia | Di tích | Benizalón |        | RI-51-0007458       | ngày 22 tháng 6 năm 1993 | Upload image |
| Castillico (Benizalón)         | Di tích | Benizalón |        | RI-51-0007459       | ngày 22 tháng 6 năm 1993 | Upload image |

#### Berja
| Tên                    | Dạng    | Địa điểm | Tọa độ | Số hồ sơ tham khảo? | Ngày nhận danh hiệu?     | Hình ảnh     |
| ---------------------- | ------- | -------- | ------ | ------------------- | ------------------------ | ------------ |
| Pháo đài "Villa Vieja" | Di tích | Berja    |        | RI-51-0007460       | ngày 22 tháng 6 năm 1993 | Upload image |

### C

#### Canjáyar
| Tên                   | Dạng    | Địa điểm | Tọa độ | Số hồ sơ tham khảo? | Ngày nhận danh hiệu?     | Hình ảnh     |
| --------------------- | ------- | -------- | ------ | ------------------- | ------------------------ | ------------ |
| Castillejo (Canjáyar) | Di tích | Canjáyar |        | RI-51-0007461       | ngày 22 tháng 6 năm 1993 | Upload image |

#### Cantoria
| Tên                       | Dạng    | Địa điểm | Tọa độ | Số hồ sơ tham khảo? | Ngày nhận danh hiệu?     | Hình ảnh     |
| ------------------------- | ------- | -------- | ------ | ------------------- | ------------------------ | ------------ |
| Pháo đài "Đá Lugar Viejo" | Di tích | Cantoria |        | RI-51-0007462       | ngày 22 tháng 6 năm 1993 | Upload image |
| Tháp "Torreta"            | Di tích | Cantoria |        | RI-51-0007463       | ngày 22 tháng 6 năm 1993 | Upload image |
| Tháp "Alto Púlpito"       | Di tích | Cantoria |        | RI-51-0007464       | ngày 22 tháng 6 năm 1993 | Upload image |

#### Carboneras
| Tên                             | Dạng    | Địa điểm   | Tọa độ | Số hồ sơ tham khảo? | Ngày nhận danh hiệu?     | Hình ảnh     |
| ------------------------------- | ------- | ---------- | ------ | ------------------- | ------------------------ | ------------ |
| Lâu đài San Andrés (Carboneras) | Di tích | Carboneras |        | RI-51-0007465       | ngày 22 tháng 6 năm 1993 | Upload image |
| Lâu đài "Mese Roldán"           | Di tích | Carboneras |        | RI-51-0007466       | ngày 22 tháng 6 năm 1993 | Upload image |
| Tháp Peñón                      | Di tích | Carboneras |        | RI-51-0007467       | ngày 22 tháng 6 năm 1993 | Upload image |

#### Castro de Filabres
| Tên                          | Dạng    | Địa điểm           | Tọa độ | Số hồ sơ tham khảo? | Ngày nhận danh hiệu?     | Hình ảnh     |
| ---------------------------- | ------- | ------------------ | ------ | ------------------- | ------------------------ | ------------ |
| Castillico (Castro Filabres) | Di tích | Castro de Filabres |        | RI-51-0007468       | ngày 22 tháng 6 năm 1993 | Upload image |

#### Chercos
| Tên                      | Dạng    | Địa điểm | Tọa độ | Số hồ sơ tham khảo? | Ngày nhận danh hiệu?     | Hình ảnh     |
| ------------------------ | ------- | -------- | ------ | ------------------- | ------------------------ | ------------ |
| Đá Labrada               | Di tích | Chercos  |        | RI-51-0011360       | ngày 25 tháng 6 năm 1985 | Upload image |
| Pháo đài "Chercos Viejo" | Di tích | Chercos  |        | RI-51-0007470       | ngày 22 tháng 6 năm 1993 | Upload image |

#### Chirivel
| Tên                    | Dạng                            | Địa điểm | Tọa độ | Số hồ sơ tham khảo? | Ngày nhận danh hiệu?     | Hình ảnh     |
| ---------------------- | ------------------------------- | -------- | ------ | ------------------- | ------------------------ | ------------ |
| Nhà trú tạm Cabezo     | Di tích                         | Chirivel |        | RI-51-0011361       | ngày 25 tháng 6 năm 1985 | Upload image |
| Khu vực khảo cổ Villar | Khu khảo cổ Asentamiento romano | Chirivel |        | RI-55-0000177       | ngày 29 tháng 5 năm 2007 | Upload image |

#### Cuevas del Almanzora
| Tên                                  | Dạng        | Địa điểm             | Tọa độ | Số hồ sơ tham khảo? | Ngày nhận danh hiệu?      | Hình ảnh     |
| ------------------------------------ | ----------- | -------------------- | ------ | ------------------- | ------------------------- | ------------ |
| Lâu đài Hang Almanzora               | Di tích     | Cuevas del Almanzora |        | RI-51-0005351       | ngày 17 tháng 5 năm 1988  | Upload image |
| Despoblado Almizaraque               | Di tích     | Cuevas del Almanzora |        | RI-51-0000377       | ngày 3 tháng 6 năm 1931   | Upload image |
| Nhà thờ Encarnación (Hang Almanzora) | Di tích     | Cuevas del Almanzora |        | RI-51-0005059       | ngày 7 tháng 3 năm 1985   | Upload image |
| Tháp "Atalaya"                       | Di tích     | Cuevas del Almanzora |        | RI-51-0007469       | ngày 22 tháng 6 năm 1993  | Upload image |
| Khu vực Khảo cổ Villaricos           | Khu khảo cổ | Cuevas del Almanzora |        | RI-55-0000101       | ngày 26 tháng 10 năm 1983 | Upload image |
| Khu vực Khảo cổ "Fuente Álamo"       | Khu khảo cổ | Cuevas del Almanzora |        | RI-55-0000127       | ngày 20 tháng 2 năm 1996  | Upload image |

### D

#### Dalías
| Tên                       | Dạng        | Địa điểm     | Tọa độ | Số hồ sơ tham khảo? | Ngày nhận danh hiệu?     | Hình ảnh     |
| ------------------------- | ----------- | ------------ | ------ | ------------------- | ------------------------ | ------------ |
| Lâu đài Al-Hizam          | Di tích     | Dalías       |        | RI-51-0011357       | ngày 25 tháng 6 năm 1985 | Upload image |
| Pháo đài " Cerroncillo"   | Di tích     | Dalías       |        | RI-51-0007471       | ngày 22 tháng 6 năm 1993 | Upload image |
| Pháo đài "Đồi Cañada"     | Di tích     | Dalías       |        | RI-51-0007472       | ngày 22 tháng 6 năm 1993 | Upload image |
| Tháp Garita               | Di tích     | Dalías       |        | RI-51-0007473       | ngày 22 tháng 6 năm 1993 | Upload image |
| Pháo đài "Đồi Moriscos"   | Di tích     | Dalías       |        | RI-51-0007474       | ngày 22 tháng 6 năm 1993 | Upload image |
| Baños Reina (Celín)       | Di tích     | Dalías Celin |        | RI-51-0009220       | ngày 1 tháng 2 năm 2005  | Upload image |
| Abrigos Piedras Sestero V | Di tích     | Dalías       |        | RI-51-0011364-00005 | 24-06-1985               | Upload image |
| Khu vực Khảo cổ Cerrón    | Khu khảo cổ | Dalías       |        | RI-55-0000186       | 06-02-1996               | Upload image |

#### Darrícal
| Tên                        | Dạng    | Địa điểm | Tọa độ | Số hồ sơ tham khảo? | Ngày nhận danh hiệu?     | Hình ảnh     |
| -------------------------- | ------- | -------- | ------ | ------------------- | ------------------------ | ------------ |
| Pháo đài "Los Escoriantes" | Di tích | Darrícal |        | RI-51-0007476       | ngày 22 tháng 6 năm 1993 | Upload image |

### E

#### El Ejido
| Tên                        | Dạng                             | Địa điểm                              | Tọa độ                                        | Số hồ sơ tham khảo? | Ngày nhận danh hiệu?     | Hình ảnh                                    |
| -------------------------- | -------------------------------- | ------------------------------------- | --------------------------------------------- | ------------------- | ------------------------ | ------------------------------------------- |
| Lâu đài "Guardas Viejas"   | Di tích Kiến trúc quân sự        | El Ejido Los Baños de Guardias Viejas | 36°42′01″B 2°51′05″T / 36,700278°B 2,851389°T | RI-51-0007475       | ngày 22 tháng 6 năm 1993 | Castillo de "Guardas Viejas" · Upload image |
| Daymún (Laimún hay Daymuz) | Di tích                          | El Ejido Dalia                        |                                               | RI-51-0000378       | 03-06-2008               | Upload image                                |
| Tháp Cuadrada (Ejido)      | Di tích                          | El Ejido                              |                                               | RI-51-0007477       | ngày 22 tháng 6 năm 1993 | Upload image                                |
| Tháp Balerma               | Di tích Kiến trúc phòng thủ Tháp | El Ejido Balerma                      | 36°43′45″B 2°53′14″T / 36,729284°B 2,887359°T | RI-51-0007479       | ngày 22 tháng 6 năm 1993 | Torre de Balerma · Upload image             |

#### Enix, Almería
| Tên               | Dạng    | Địa điểm      | Tọa độ | Số hồ sơ tham khảo? | Ngày nhận danh hiệu?     | Hình ảnh     |
| ----------------- | ------- | ------------- | ------ | ------------------- | ------------------------ | ------------ |
| Castillejo (Enix) | Di tích | Enix, Almería |        | RI-51-0007480       | ngày 22 tháng 6 năm 1993 | Upload image |

### F

#### Felix, Tây Ban Nha
| Tên             | Dạng    | Địa điểm           | Tọa độ | Số hồ sơ tham khảo? | Ngày nhận danh hiệu?     | Hình ảnh     |
| --------------- | ------- | ------------------ | ------ | ------------------- | ------------------------ | ------------ |
| Lâu đài (Felix) | Di tích | Felix, Tây Ban Nha |        | RI-51-0007481       | ngày 22 tháng 6 năm 1993 | Upload image |

#### Fiñana
| Tên                             | Dạng    | Địa điểm | Tọa độ | Số hồ sơ tham khảo? | Ngày nhận danh hiệu?     | Hình ảnh     |
| ------------------------------- | ------- | -------- | ------ | ------------------- | ------------------------ | ------------ |
| Mezquita Fiñana                 | Di tích | Fiñana   |        | RI-51-0004960       | 19-10-1983               | Upload image |
| Khu vực Árabe Antigua Fortaleza | Di tích | Fiñana   |        | RI-51-0007482       | ngày 22 tháng 6 năm 1993 | Upload image |
| Alcazaba (Fiñana)               | Di tích | Fiñana   |        | RI-51-0007483       | ngày 22 tháng 6 năm 1993 | Upload image |

#### Fondón
| Tên                  | Dạng    | Địa điểm | Tọa độ | Số hồ sơ tham khảo? | Ngày nhận danh hiệu?     | Hình ảnh     |
| -------------------- | ------- | -------- | ------ | ------------------- | ------------------------ | ------------ |
| Đồi Lâu đài (Fondón) | Di tích | Fondón   |        | RI-51-0007484       | ngày 22 tháng 6 năm 1993 | Upload image |

### G

#### Gádor
| Tên                        | Dạng        | Địa điểm                   | Tọa độ | Số hồ sơ tham khảo? | Ngày nhận danh hiệu?     | Hình ảnh                                  |
| -------------------------- | ----------- | -------------------------- | ------ | ------------------- | ------------------------ | ----------------------------------------- |
| Castillejo (Gádor)         | Di tích     | Gádor                      |        | RI-51-0007485       | ngày 22 tháng 6 năm 1993 | Upload image                              |
| Los Millares               | Khu khảo cổ | Gador Santa Fe de Mondejar |        | RI-55-0000148       | ngày 3 tháng 6 năm 1931  | Despoblado de los Millares · Upload image |
| Nghĩa địa Megalítica Gádor | Khu khảo cổ | Gádor                      |        | RI-55-0000869       | 26-06-2007               | Upload image                              |

#### Garrucha
| Tên                                  | Dạng                        | Địa điểm | Tọa độ                                        | Số hồ sơ tham khảo? | Ngày nhận danh hiệu?     | Hình ảnh                                 |
| ------------------------------------ | --------------------------- | -------- | --------------------------------------------- | ------------------- | ------------------------ | ---------------------------------------- |
| Lâu đài Escobetas (Lâu đài Nazareno) | Di tích Kiến trúc phòng thủ | Garrucha | 37°10′21″B 1°49′25″T / 37,172529°B 1,823544°T | RI-51-0007486       | ngày 22 tháng 6 năm 1993 | Castillo de las Escobetas · Upload image |

#### Gérgal
| Tên                            | Dạng    | Địa điểm | Tọa độ | Số hồ sơ tham khảo? | Ngày nhận danh hiệu?     | Hình ảnh                          |
| ------------------------------ | ------- | -------- | ------ | ------------------- | ------------------------ | --------------------------------- |
| Abrigos Peñón Juntas           | Di tích | Gérgal   |        | RI-51-0011362       | ngày 25 tháng 6 năm 1985 | Upload image                      |
| Nhà trú tạm Peñón Juntas I     | Di tích | Gérgal   |        | RI-51-0011362-00001 | ngày 25 tháng 6 năm 1985 | Upload image                      |
| Nhà trú tạm Friso Portocarrero | Di tích | Gérgal   |        | RI-51-0011363       | ngày 25 tháng 6 năm 1985 | Upload image                      |
| Abrigos và Piedras Sestero     | Di tích | Gérgal   |        | RI-51-0011364       | ngày 25 tháng 6 năm 1985 | Upload image                      |
| Abrigos và Piedras Sestero I   | Di tích | Gérgal   |        | RI-51-0011364-00001 | ngày 25 tháng 6 năm 1985 | Upload image                      |
| Abrigos và Piedras Sestero II  | Di tích | Gérgal   |        | RI-51-0011364-00002 | ngày 25 tháng 6 năm 1985 | Upload image                      |
| Abrigos và Piedras Sestero VI  | Di tích | Gérgal   |        | RI-51-0011364-00006 | ngày 25 tháng 6 năm 1985 | Upload image                      |
| Nhà trú tạm Peñón Juntas II    | Di tích | Gérgal   |        | RI-51-0011362-00002 | ngày 25 tháng 6 năm 1985 | Upload image                      |
| Abrigos và Piedras Sestero III | Di tích | Gérgal   |        | RI-51-0011364-00003 | ngày 25 tháng 6 năm 1985 | Upload image                      |
| Abrigos và Piedras Sestero IV  | Di tích | Gérgal   |        | RI-51-0011364-00004 | ngày 25 tháng 6 năm 1985 | Upload image                      |
| Lâu đài Gérgal                 | Di tích | Gérgal   |        | RI-51-0007487       | ngày 22 tháng 6 năm 1993 | Castillo de Gérgal · Upload image |

### H

#### Huécija
| Tên                         | Dạng    | Địa điểm | Tọa độ                                   | Số hồ sơ tham khảo? | Ngày nhận danh hiệu?     | Hình ảnh                                                     |
| --------------------------- | ------- | -------- | ---------------------------------------- | ------------------- | ------------------------ | ------------------------------------------------------------ |
| Tu viện Agustinos (Huécija) | Di tích | Huécija  | 36°58′00″B 2°36′00″T / 36,966667°B 2,6°T | RI-51-0007295       | ngày 19 tháng 5 năm 1992 | Iglesia del Antiguo Convento de los Agustinos · Upload image |

#### Huércal-Overa
| Tên                                   | Dạng    | Địa điểm            | Tọa độ | Số hồ sơ tham khảo? | Ngày nhận danh hiệu?     | Hình ảnh     |
| ------------------------------------- | ------- | ------------------- | ------ | ------------------- | ------------------------ | ------------ |
| Castillo. Tháp (Huércal-Overa)        | Di tích | Huércal-Overa       |        | RI-51-0007489       | ngày 22 tháng 6 năm 1993 | Upload image |
| Lâu đài Santa Bárbara (Huércal-Overa) | Di tích | Huércal-Overa       |        | RI-51-0007490       | ngày 22 tháng 6 năm 1993 | Upload image |
| Tháp canh (Huércal-Overa)             | Di tích | Huércal-Overa       |        | RI-51-0007491       | ngày 22 tháng 6 năm 1993 | Upload image |
| Lâu đài Urcal                         | Di tích | Huércal-Overa Urcal |        | RI-51-0007488       | ngày 22 tháng 6 năm 1993 | Upload image |

### L

#### Laroya
| Tên              | Dạng    | Địa điểm | Tọa độ | Số hồ sơ tham khảo? | Ngày nhận danh hiệu?     | Hình ảnh     |
| ---------------- | ------- | -------- | ------ | ------------------- | ------------------------ | ------------ |
| Lâu đài (Laroya) | Di tích | Laroya   |        | RI-51-0007492       | ngày 22 tháng 6 năm 1993 | Upload image |
| Tháp "Atalaya"   | Di tích | Laroya   |        | RI-51-0007493       | ngày 22 tháng 6 năm 1993 | Upload image |

#### Las Tres Villas
| Tên                          | Dạng    | Địa điểm        | Tọa độ | Số hồ sơ tham khảo? | Ngày nhận danh hiệu?     | Hình ảnh     |
| ---------------------------- | ------- | --------------- | ------ | ------------------- | ------------------------ | ------------ |
| Đá Escrita (Las Tres Villas) | Di tích | Las Tres Villas |        | RI-51-0011375       | ngày 25 tháng 6 năm 1985 | Upload image |
| Nhà trú tạm Majada Vacas     | Di tích | Las Tres Villas |        | RI-51-0011374       | ngày 25 tháng 6 năm 1985 | Upload image |
| Nhà trú tạm Majada Vacas I   | Di tích | Las Tres Villas |        | RI-51-0011374-00001 | ngày 25 tháng 6 năm 1985 | Upload image |
| Abrigos Majada Vacas II      | Di tích | Las Tres Villas |        | RI-51-0011374-00002 | ngày 25 tháng 6 năm 1985 | Upload image |
| Abrigos Majada Vacas III     | Di tích | Las Tres Villas |        | RI-51-0011374-00003 | ngày 25 tháng 6 năm 1985 | Upload image |

#### Laujar de Andarax
| Tên               | Dạng    | Địa điểm          | Tọa độ | Số hồ sơ tham khảo? | Ngày nhận danh hiệu?     | Hình ảnh     |
| ----------------- | ------- | ----------------- | ------ | ------------------- | ------------------------ | ------------ |
| Castillo.Alcazaba | Di tích | Laujar de Andarax |        | RI-51-0007494       | ngày 22 tháng 6 năm 1993 | Upload image |

#### Líjar
| Tên           | Dạng    | Địa điểm | Tọa độ | Số hồ sơ tham khảo? | Ngày nhận danh hiệu?     | Hình ảnh     |
| ------------- | ------- | -------- | ------ | ------------------- | ------------------------ | ------------ |
| Đá Herraduras | Di tích | Líjar    |        | RI-51-0011365       | ngày 25 tháng 6 năm 1985 | Upload image |

#### Lubrín
| Tên                          | Dạng    | Địa điểm | Tọa độ | Số hồ sơ tham khảo? | Ngày nhận danh hiệu?     | Hình ảnh     |
| ---------------------------- | ------- | -------- | ------ | ------------------- | ------------------------ | ------------ |
| Nhà trú tạm Piedras Cera     | Di tích | Lubrín   |        | RI-51-0011366       | ngày 25 tháng 6 năm 1985 | Upload image |
| Nhà trú tạm Piedras Cera I   | Di tích | Lubrín   |        | RI-51-0011366-00001 | ngày 25 tháng 6 năm 1985 | Upload image |
| Nhà trú tạm Piedras Cera II  | Di tích | Lubrín   |        | RI-51-0011366-00002 | ngày 25 tháng 6 năm 1985 | Upload image |
| Nhà trú tạm Piedras Cera III | Di tích | Lubrín   |        | RI-51-0011366-00003 | ngày 25 tháng 6 năm 1985 | Upload image |

#### Lúcar
| Tên           | Dạng    | Địa điểm | Tọa độ | Số hồ sơ tham khảo? | Ngày nhận danh hiệu?     | Hình ảnh     |
| ------------- | ------- | -------- | ------ | ------------------- | ------------------------ | ------------ |
| Hang Almacena | Di tích | Lúcar    |        | RI-51-0011367       | ngày 25 tháng 6 năm 1985 | Upload image |

### M

#### Macael
| Tên                            | Dạng        | Địa điểm                 | Tọa độ | Số hồ sơ tham khảo? | Ngày nhận danh hiệu?     | Hình ảnh     |
| ------------------------------ | ----------- | ------------------------ | ------ | ------------------- | ------------------------ | ------------ |
| Cruz Mayo (Macael)             | Di tích     | Macael                   |        | RI-51-0012092       | ngày 25 tháng 6 năm 1985 | Upload image |
| Khu vực Khảo cổ Đồi Nacimiento | Khu khảo cổ | Macael                   |        | RI-55-0000164       | 09-10-2007               | Upload image |
| Khu vực Khảo cổ Đồi Mojón      | Khu khảo cổ | Macael, Tahal và Chercos |        | RI-55-0000322       | 02-04-1996               | Upload image |

#### María, Tây Ban Nha
| Tên                 | Dạng    | Địa điểm           | Tọa độ | Số hồ sơ tham khảo? | Ngày nhận danh hiệu?     | Hình ảnh     |
| ------------------- | ------- | ------------------ | ------ | ------------------- | ------------------------ | ------------ |
| Hang Duende         | Di tích | María, Tây Ban Nha |        | RI-51-0011369       | ngày 25 tháng 6 năm 1985 | Upload image |
| Lazar               | Di tích | María, Tây Ban Nha |        | RI-51-0009306       | 02-10-1996               | Upload image |
| Nhà trú tạm Cerrajo | Di tích | María, Tây Ban Nha |        | RI-51-0011368       | ngày 25 tháng 6 năm 1985 | Upload image |
| Cueva Queso         | Di tích | María, Tây Ban Nha |        | RI-51-0009307       | 02-10-1996               | Upload image |
| Maina               | Di tích | María, Tây Ban Nha |        | RI-51-0009308       | 02-10-1996               | Upload image |
| Cueva Chiquita      | Di tích | María, Tây Ban Nha |        | RI-51-0009309       | 02-10-1996               | Upload image |

#### Mojácar
| Tên                        | Dạng                                         | Địa điểm               | Tọa độ | Số hồ sơ tham khảo? | Ngày nhận danh hiệu?     | Hình ảnh                           |
| -------------------------- | -------------------------------------------- | ---------------------- | ------ | ------------------- | ------------------------ | ---------------------------------- |
| Lâu đài Macenas            | Di tích                                      | Mojácar                |        | RI-51-0007496       | ngày 22 tháng 6 năm 1993 | Castillo de Macenas · Upload image |
| Despoblado Belmonte        | Di tích                                      | Mojácar                |        | RI-51-0000379       | ngày 3 tháng 6 năm 1931  | Upload image                       |
| Nhà thờ Pháo đài (Mojácar) | Di tích                                      | Mojácar                |        | RI-51-0007497       | ngày 22 tháng 6 năm 1993 | Upload image                       |
| Las Pilas-Mojácar Vieja    | Khu khảo cổ Asentamiento Thời đại đồ đồng đá | Mojácar                |        | RI-55-0000632       | 21-02-2000               | Upload image                       |
| Tháp "Atalaya Peñón"       | Di tích                                      | Mojácar                |        | RI-51-0007495       | ngày 22 tháng 6 năm 1993 | Upload image                       |
| Khu vực "Đồi Cuartillas"   | Khu khảo cổ                                  | Mojácar Las Cuartillas |        | RI-55-0000154       | 30-07-1991               | Upload image                       |

### N

#### Nacimiento, Almería
| Tên                                       | Dạng                  | Địa điểm          | Tọa độ                                        | Số hồ sơ tham khảo?                | Ngày nhận danh hiệu?     | Hình ảnh                                                         |
| ----------------------------------------- | --------------------- | ----------------- | --------------------------------------------- | ---------------------------------- | ------------------------ | ---------------------------------------------------------------- |
| Abrigos Peñón Virgen, I, II, III, IV và V | Di tích Nghệ thuật đá | Nacimiento Gilmar | 37°10′57″B 2°40′11″T / 37,182472°B 2,669825°T | RI-51-0011370 Partes 00001 a 00005 | ngày 25 tháng 6 năm 1985 | Abrigos El Peñón de la Virgen, I, II, III, IV y V · Upload image |

#### Níjar
| Tên                                       | Dạng    | Địa điểm           | Tọa độ | Số hồ sơ tham khảo? | Ngày nhận danh hiệu?     | Hình ảnh     |
| ----------------------------------------- | ------- | ------------------ | ------ | ------------------- | ------------------------ | ------------ |
| Pháo đài Huebro                           | Di tích | Níjar              |        | RI-51-0007502       | ngày 22 tháng 6 năm 1993 | Upload image |
| Pháo đài "Peñón Inox"                     | Di tích | Níjar              |        | RI-51-0007503       | ngày 22 tháng 6 năm 1993 | Upload image |
| Castillo. Tháp (Níjar)                    | Di tích | Níjar              |        | RI-51-0007507       | ngày 22 tháng 6 năm 1993 | Upload image |
| Tòa nhà Romano denominado Aljibe Bermejo  | Di tích | Níjar              |        | RI-51-0009218       | 21-03-2000               | Upload image |
| Tháp Vela Blanca                          | Di tích | Níjar Cabo de Gata |        | RI-51-0007498       | ngày 22 tháng 6 năm 1993 | Upload image |
| Tháp San Pedro                            | Di tích | Níjar Las Negras   |        | RI-51-0007501       | ngày 22 tháng 6 năm 1993 | Upload image |
| Lâu đài San Pedro (Níjar)                 | Di tích | Níjar Las Negras   |        | RI-51-0007504       | ngày 22 tháng 6 năm 1993 | Upload image |
| Lâu đài San Felipe (Níjar (Los Escullos)) | Di tích | Níjar Los Escullos |        | RI-51-0007508       | ngày 22 tháng 6 năm 1993 | Upload image |
| Tháp "Los Lobos"                          | Di tích | Níjar Rodalquilar  |        | RI-51-0007500       | ngày 22 tháng 6 năm 1993 | Upload image |
| Batería Costa                             | Di tích | Níjar Rodalquilar  |        | RI-51-0007505       | ngày 22 tháng 6 năm 1993 | Upload image |
| Lâu đài San Ramón                         | Di tích | Níjar Rodalquilar  |        | RI-51-0007506       | ngày 22 tháng 6 năm 1993 | Upload image |
| Tháp Calahiguera                          | Di tích | Níjar San José     |        | RI-51-0007499       | ngày 22 tháng 6 năm 1993 | Upload image |

### O

#### Oria, Tây Ban Nha
| Tên                                                   | Dạng    | Địa điểm | Tọa độ | Số hồ sơ tham khảo? | Ngày nhận danh hiệu?     | Hình ảnh     |
| ----------------------------------------------------- | ------- | -------- | ------ | ------------------- | ------------------------ | ------------ |
| Abrigos Peñón Virgen V (Oria)                         | Di tích | Oria     |        | RI-51-0011371       | ngày 25 tháng 6 năm 1985 | Upload image |
| Tháp Olías                                            | Di tích | Oria     |        | RI-51-0007509       | ngày 22 tháng 6 năm 1993 | Upload image |
| Fuerte Olías                                          | Di tích | Oria     |        | RI-51-0007510       | ngày 22 tháng 6 năm 1993 | Upload image |
| Tháp Vigía                                            | Di tích | Oria     |        | RI-51-0007511       | ngày 22 tháng 6 năm 1993 | Upload image |
| Alcazaba (Oria)                                       | Di tích | Oria     |        | RI-51-0007512       | ngày 22 tháng 6 năm 1993 | Upload image |
| Vương cung thánh đường Nuestra Señora Mercedes (Oria) | Di tích | Oria     |        | RI-51-0010490       | 31-08-1999               | Upload image |

### P

#### Paterna del Río
| Tên                      | Dạng    | Địa điểm        | Tọa độ | Số hồ sơ tham khảo? | Ngày nhận danh hiệu?     | Hình ảnh     |
| ------------------------ | ------- | --------------- | ------ | ------------------- | ------------------------ | ------------ |
| Castillico (Paterna Río) | Di tích | Paterna del Río |        | RI-51-0007513       | ngày 22 tháng 6 năm 1993 | Upload image |

#### Pechina
| Tên                       | Dạng        | Địa điểm | Tọa độ | Số hồ sơ tham khảo? | Ngày nhận danh hiệu? | Hình ảnh     |
| ------------------------- | ----------- | -------- | ------ | ------------------- | -------------------- | ------------ |
| Khu vực Khảo cổ "Bayyana" | Khu khảo cổ | Pechina  |        | RI-55-0000299       | 31-08-1993           | Upload image |

#### Pulpí
| Tên                                          | Dạng    | Địa điểm | Tọa độ | Số hồ sơ tham khảo? | Ngày nhận danh hiệu?     | Hình ảnh     |
| -------------------------------------------- | ------- | -------- | ------ | ------------------- | ------------------------ | ------------ |
| Entorno Protección Lâu đài San Juan Terreros | Di tích | Pulpí    |        | RI-51-0007338       | 10-09-2002               | Upload image |
| Lâu đài San Juan Terreros                    | Di tích | Pulpí    |        | RI-51-0007514       | ngày 22 tháng 6 năm 1993 | Upload image |

#### Purchena
| Tên                         | Dạng    | Địa điểm | Tọa độ | Số hồ sơ tham khảo? | Ngày nhận danh hiệu?     | Hình ảnh     |
| --------------------------- | ------- | -------- | ------ | ------------------- | ------------------------ | ------------ |
| Nhà thờ parroquial Purchena | Di tích | Purchena |        | RI-51-0004840       | 30-03-1983               | Upload image |
| Alcazaba (Purchena)         | Di tích | Purchena |        | RI-51-0007515       | ngày 22 tháng 6 năm 1993 | Upload image |

### R

#### Roquetas de Mar
| Tên                                                     | Dạng                                | Địa điểm        | Tọa độ                                        | Số hồ sơ tham khảo? | Ngày nhận danh hiệu?     | Hình ảnh                             |
| ------------------------------------------------------- | ----------------------------------- | --------------- | --------------------------------------------- | ------------------- | ------------------------ | ------------------------------------ |
| Lâu đài Santa Ana (Roquetas Mar) (Lâu đài Las Roquetas) | Di tích Kiến trúc phòng thủ Lâu đài | Roquetas de Mar | 36°45′14″B 2°36′22″T / 36,753922°B 2,606072°T | RI-51-0007516       | ngày 22 tháng 6 năm 1993 | Castillo de Santa Ana · Upload image |
| Tháp Cerrillos                                          | Di tích Arquitectura defensuva Tháp | Roquetas de Mar | 36°42′03″B 2°39′27″T / 36,700833°B 2,6575°T   | RI-51-0007478       | ngày 22 tháng 6 năm 1993 | Torre de Cerrillos · Upload image    |
| Khu vực khảo cổ Ribera Algaida                          | Khu khảo cổ                         | Roquetas de Mar |                                               | RI-55-0000179       | 17-09-1991               | Upload image                         |

### S

#### Santa Fe de Mondújar
| Tên                                | Dạng    | Địa điểm             | Tọa độ | Số hồ sơ tham khảo? | Ngày nhận danh hiệu?     | Hình ảnh     |
| ---------------------------------- | ------- | -------------------- | ------ | ------------------- | ------------------------ | ------------ |
| Castillo. Tháp (Santa Fe Mondújar) | Di tích | Santa Fe de Mondújar |        | RI-51-0007517       | ngày 22 tháng 6 năm 1993 | Upload image |

#### Senés
| Tên                | Dạng                                            | Địa điểm | Tọa độ                                        | Số hồ sơ tham khảo? | Ngày nhận danh hiệu?     | Hình ảnh                     |
| ------------------ | ----------------------------------------------- | -------- | --------------------------------------------- | ------------------- | ------------------------ | ---------------------------- |
| Castillico (Senés) | Di tích Kiến trúc phòng thủ Thời gian: Trung Cổ | Senés    | 37°12′28″B 2°21′09″T / 37,207724°B 2,352414°T | RI-51-0007518       | ngày 22 tháng 6 năm 1993 | El Castillico · Upload image |

#### Serón
| Tên                      | Dạng    | Địa điểm | Tọa độ | Số hồ sơ tham khảo? | Ngày nhận danh hiệu?     | Hình ảnh     |
| ------------------------ | ------- | -------- | ------ | ------------------- | ------------------------ | ------------ |
| Nhà thờ parroquial Serón | Di tích | Serón    |        | RI-51-0004946       | 05-10-1983               | Upload image |
| Lâu đài (Serón)          | Di tích | Serón    |        | RI-51-0007520       | ngày 22 tháng 6 năm 1993 | Upload image |
| Loma Cortijillos         | Di tích | Serón    |        | RI-51-0007519       | ngày 22 tháng 6 năm 1993 | Upload image |

#### Sierro
| Tên              | Dạng    | Địa điểm | Tọa độ | Số hồ sơ tham khảo? | Ngày nhận danh hiệu?     | Hình ảnh     |
| ---------------- | ------- | -------- | ------ | ------------------- | ------------------------ | ------------ |
| Lâu đài (Sierro) | Di tích | Sierro   |        | RI-51-0007521       | ngày 22 tháng 6 năm 1993 | Upload image |

#### Sorbas
| Tên                     | Dạng    | Địa điểm | Tọa độ | Số hồ sơ tham khảo? | Ngày nhận danh hiệu?     | Hình ảnh     |
| ----------------------- | ------- | -------- | ------ | ------------------- | ------------------------ | ------------ |
| Abrigos Rambla Moras    | Di tích | Sorbas   |        | RI-51-0011372       | ngày 25 tháng 6 năm 1985 | Upload image |
| Abrigos Rambla Moras I  | Di tích | Sorbas   |        | RI-51-0011372-00001 | ngày 25 tháng 6 năm 1985 | Upload image |
| Abrigos Rambla Moras II | Di tích | Sorbas   |        | RI-51-0011372-00002 | ngày 25 tháng 6 năm 1985 | Upload image |

#### Suflí
| Tên                    | Dạng    | Địa điểm | Tọa độ | Số hồ sơ tham khảo? | Ngày nhận danh hiệu?     | Hình ảnh     |
| ---------------------- | ------- | -------- | ------ | ------------------- | ------------------------ | ------------ |
| Castillo. Tháp (Suflí) | Di tích | Suflí    |        | RI-51-0007522       | ngày 22 tháng 6 năm 1993 | Upload image |

### T

#### Tabernas
| Tên                | Dạng    | Địa điểm | Tọa độ | Số hồ sơ tham khảo? | Ngày nhận danh hiệu?     | Hình ảnh                           |
| ------------------ | ------- | -------- | ------ | ------------------- | ------------------------ | ---------------------------------- |
| Lâu đài (Tabernas) | Di tích | Tabernas |        | RI-51-0007523       | ngày 22 tháng 6 năm 1993 | Castillo (Tabernas) · Upload image |

#### Tahal
| Tên                | Dạng    | Địa điểm | Tọa độ | Số hồ sơ tham khảo? | Ngày nhận danh hiệu?     | Hình ảnh     |
| ------------------ | ------- | -------- | ------ | ------------------- | ------------------------ | ------------ |
| Đồi Mortero        | Di tích | Tahal    |        | RI-51-0011373       | ngày 25 tháng 6 năm 1985 | Upload image |
| Lâu đài (Tahal)    | Di tích | Tahal    |        | RI-51-0007524       | ngày 22 tháng 6 năm 1993 | Upload image |
| Torreón Benitorafe | Di tích | Tahal    |        | RI-51-0007525       | ngày 22 tháng 6 năm 1993 | Upload image |

#### Terque
| Tên                    | Dạng    | Địa điểm | Tọa độ | Số hồ sơ tham khảo? | Ngày nhận danh hiệu?     | Hình ảnh     |
| ---------------------- | ------- | -------- | ------ | ------------------- | ------------------------ | ------------ |
| Pháo đài "Đồi Matanza" | Di tích | Terque   |        | RI-51-0007526       | ngày 22 tháng 6 năm 1993 | Upload image |
| Lâu đài "Đồi Marchena" | Di tích | Terque   |        | RI-51-0007527       | ngày 22 tháng 6 năm 1993 | Upload image |

#### Tíjola
| Tên                    | Dạng    | Địa điểm | Tọa độ | Số hồ sơ tham khảo? | Ngày nhận danh hiệu?     | Hình ảnh     |
| ---------------------- | ------- | -------- | ------ | ------------------- | ------------------------ | ------------ |
| Lâu đài "Tíjola Vieja" | Di tích | Tíjola   |        | RI-51-0007528       | ngày 22 tháng 6 năm 1993 | Upload image |
| Pháo đài "Cerra II"    | Di tích | Tíjola   |        | RI-51-0007529       | ngày 22 tháng 6 năm 1993 | Upload image |

#### Turre
| Tên                    | Dạng    | Địa điểm | Tọa độ | Số hồ sơ tham khảo? | Ngày nhận danh hiệu?     | Hình ảnh     |
| ---------------------- | ------- | -------- | ------ | ------------------- | ------------------------ | ------------ |
| Tháp "Torreón Cabrera" | Di tích | Turre    |        | RI-51-0007530       | ngày 22 tháng 6 năm 1993 | Upload image |

### V

#### Velefique
| Tên                 | Dạng    | Địa điểm  | Tọa độ | Số hồ sơ tham khảo? | Ngày nhận danh hiệu?     | Hình ảnh     |
| ------------------- | ------- | --------- | ------ | ------------------- | ------------------------ | ------------ |
| Lâu đài (Velefique) | Di tích | Velefique |        | RI-51-0007531       | ngày 22 tháng 6 năm 1993 | Upload image |

#### Vélez-Blanco
| Tên | Dạng                  | Địa điểm     | Tọa độ                                        | Số hồ sơ tham khảo? | Ngày nhận danh hiệu?     | Hình ảnh                                       |
| --- | --------------------- | ------------ | --------------------------------------------- | ------------------- | ------------------------ | ---------------------------------------------- |
| Vélez-Blanco | Lịch sử và nghệ thuật | Vélez-Blanco | 37°41′27″B 2°05′50″T / 37,690707°B 2,097216°T | RI-53-0000366       | 12-02-2002               | Casco Histórico de Vélez-Blanco · Upload image |
| Hang Letreros | Di tích               | Vélez-Blanco |                                               | RI-51-0000290       | 25-04-1924               | Cueva de los Letreros · Upload image           |
| Derecho Trạm Santonge | Di tích               | Vélez-Blanco |                                               | RI-51-0009300-00001 | 09-10-1996               | Upload image                                   |
| Central Estrecho Santonge                                                                                                   | Di tích               | Vélez-Blanco |                                               | RI-51-0009300-00002 | 09-10-1996               | Upload image                                   |
| Izquierdo Estrecho Santonge                                                                                                 | Di tích               | Vélez-Blanco |                                               | RI-51-0009300-00003 | 09-10-1996               | Upload image                                   |
| Lavadero Tello | Di tích               | Vélez-Blanco |                                               | RI-51-0009301-00001 | 09-10-1996               | Upload image                                   |
| Lavadero Tello II | Di tích               | Vélez-Blanco |                                               | RI-51-0009301-00002 | 09-10-1996               | Upload image                                   |
| Lavadero Tello III | Di tích               | Vélez-Blanco |                                               | RI-51-0009301-00003 | 09-10-1996               | Upload image                                   |
| Lavadero Tello IV | Di tích               | Vélez-Blanco |                                               | RI-51-0009301-00004 | 09-10-1996               | Upload image                                   |
| Lavadero Tello V | Di tích               | Vélez-Blanco |                                               | RI-51-0009301-00005 | 09-10-1996               | Upload image                                   |
| Letreros I | Di tích               | Vélez-Blanco |                                               | RI-51-0009303-00001 | 02-10-1996               | Upload image                                   |
| Letreros II | Di tích               | Vélez-Blanco |                                               | RI-51-0009303-00002 | 02-10-1996               | Upload image                                   |
| Nhà trú tạm Molinos I | Di tích               | Vélez-Blanco |                                               | RI-51-0009304-00001 | 02-10-1996               | Upload image                                   |
| Nhà trú tạm Molinos II | Di tích               | Vélez-Blanco |                                               | RI-51-0009304-00002 | 02-10-1996               | Upload image                                   |
| Abrigos Tejera | Di tích               | Vélez-Blanco |                                               | RI-51-0009588       | 10-02-1997               | Upload image                                   |
| Nhà trú tạm Colmenas | Di tích               | Vélez-Blanco |                                               | RI-51-0009589       | 10-02-1997               | Upload image                                   |
| Nhà trú tạm Yedra | Di tích               | Vélez-Blanco |                                               | RI-51-0009590       | 10-02-1997               | Upload image                                   |
| Nhà trú tạm Hoyos I-II | Di tích               | Vélez-Blanco |                                               | RI-51-0009591       | ngày 25 tháng 6 năm 1985 | Upload image                                   |
| Nhà trú tạm Hoyos-1 | Di tích               | Vélez-Blanco |                                               | RI-51-0009591-00001 | 10-02-1997               | Upload image                                   |
| Nhà trú tạm Hoyos-2 | Di tích               | Vélez-Blanco |                                               | RI-51-0009591-00002 | 10-02-1997               | Upload image                                   |
| Las Covachas (Vélez-Blanco)                                                                                                 | Di tích               | Vélez-Blanco |                                               | RI-51-0009592       | 10-02-1997               | Upload image                                   |
| Las Pilitas | Di tích               | Vélez-Blanco |                                               | RI-51-0011377       | ngày 25 tháng 6 năm 1985 | Upload image                                   |
| Nhà trú tạm Cerrito Ruiz | Di tích               | Vélez-Blanco |                                               | RI-51-0011376       | ngày 25 tháng 6 năm 1985 | Upload image                                   |
| Nhà trú tạm Carneros | Di tích               | Vélez-Blanco |                                               | RI-51-0011378       | ngày 25 tháng 6 năm 1985 | Upload image                                   |
| Nhà trú tạm Peña Casanova                                                                                                   | Di tích               | Vélez-Blanco |                                               | RI-51-0011379       | ngày 25 tháng 6 năm 1985 | Upload image                                   |
| Nhà trú tạm Barracón | Di tích               | Vélez-Blanco |                                               | RI-51-0011380       |                          | Upload image                                   |
| Abrigos Serrata Guadalupe                                                                                                   | Di tích               | Vélez-Blanco |                                               | RI-51-0011381       | ngày 25 tháng 6 năm 1985 | Upload image                                   |
| Nhà trú tạm Serrata Guadalupe I                                                                                             | Di tích               | Vélez-Blanco |                                               | RI-51-0011381-00001 | ngày 25 tháng 6 năm 1985 | Upload image                                   |
| Nhà trú tạm Serrata Guadalupe II                                                                                            | Di tích               | Vélez-Blanco |                                               | RI-51-0011381-00002 | ngày 25 tháng 6 năm 1985 | Upload image                                   |
| Nhà trú tạm Peñón | Di tích               | Vélez-Blanco |                                               | RI-51-0011382       | ngày 25 tháng 6 năm 1985 | Upload image                                   |
| Nhà trú tạm Rosetón | Di tích               | Vélez-Blanco |                                               | RI-51-0011383       | ngày 25 tháng 6 năm 1985 | Upload image                                   |
| Nhà trú tạm Hornachos | Di tích               | Vélez-Blanco |                                               | RI-51-0011384       | ngày 25 tháng 6 năm 1985 | Upload image                                   |
| Lâu đài Vélez-Blanco | Di tích               | Vélez-Blanco |                                               | RI-51-0000380       | ngày 3 tháng 6 năm 1931  | Castillo de Vélez-Blanco · Upload image        |
| Tàn tích Pháo đài denominada "Piar"                                                                                         | Di tích               | Vélez-Blanco |                                               | RI-51-0007532       | ngày 22 tháng 6 năm 1993 | Upload image                                   |
| Tháp "Montelveche" | Di tích               | Vélez-Blanco |                                               | RI-51-0007533       | ngày 22 tháng 6 năm 1993 | Upload image                                   |
| Tháp " Gabar" | Di tích               | Vélez-Blanco |                                               | RI-51-0007534       | ngày 22 tháng 6 năm 1993 | Upload image                                   |
| Tháp "Fuente Alegre" | Di tích               | Vélez-Blanco |                                               | RI-51-0007535       | ngày 22 tháng 6 năm 1993 | Upload image                                   |
| Pháo đài "Solana Pontes" | Di tích               | Vélez-Blanco |                                               | RI-51-0007536       | ngày 22 tháng 6 năm 1993 | Upload image                                   |
| Tháp "Tháp Charcón" | Di tích               | Vélez-Blanco |                                               | RI-51-0007537       | ngày 22 tháng 6 năm 1993 | Upload image                                   |
| Abrigos Santonge, Derecho Trạm Santonge, Central Estrecho Santonge và Izquierdo Estrecho Santonge                           | Di tích               | Vélez-Blanco |                                               | RI-51-0009300       | 09-10-1996               | Upload image                                   |
| Nhà trú tạm Lavaderos Tello, Lavadero Tello I, Lavadero Tello II, Lavadero Tello III, Lavadero Tello IV và Lavadero Tello V | Di tích               | Vélez-Blanco |                                               | RI-51-0009301       | 09-10-1996               | Upload image                                   |
| Nhà trú tạm Gabar | Di tích               | Vélez-Blanco |                                               | RI-51-0009302       | 02-10-1996               | Upload image                                   |
| Hang Letreros, Letreros I và Letreros II                                                                                    | Di tích               | Vélez-Blanco |                                               | RI-51-0009303       | 02-10-1996               | Upload image                                   |
| Nhà trú tạm Molinos, Nhà trú tạm Molinos I và Nhà trú tạm Molinos II                                                        | Di tích               | Vélez-Blanco |                                               | RI-51-0009304       | 02-10-1996               | Upload image                                   |
| Panal (Vélez-Blanco) | Di tích               | Vélez-Blanco |                                               | RI-51-0009305       | 02-10-1996               | Upload image                                   |
| Cueva Ambrosio | Di tích               | Vélez-Blanco |                                               | RI-51-0009346       | 21-10-1996               | Cueva Ambrosio · Upload image                  |

#### Vélez-Rubio
| Tên                                               | Dạng                               | Địa điểm    | Tọa độ                                        | Số hồ sơ tham khảo? | Ngày nhận danh hiệu?     | Hình ảnh                                                                 |
| ------------------------------------------------- | ---------------------------------- | ----------- | --------------------------------------------- | ------------------- | ------------------------ | ------------------------------------------------------------------------ |
| Tháp "Tháp Charche"                               | Di tích                            | Vélez-Rubio |                                               | RI-51-0007538       | ngày 22 tháng 6 năm 1993 | Upload image                                                             |
| Lâu đài " Castellón"                              | Di tích                            | Vélez-Rubio |                                               | RI-51-0007539       | ngày 22 tháng 6 năm 1993 | Upload image                                                             |
| Nhà thờ Nuestra Señora Encarnación (Vélez-Rubio)  | Di tích Kiến trúc tôn giáo Nhà thờ | Vélez-Rubio | 37°38′51″B 2°04′28″T / 37,647442°B 2,074408°T | RI-51-0004559       | 15-01-1982               | Iglesia de Nuestra Señora de la Encarnación (Vélez-Rubio) · Upload image |
| Quần thể Histórico Artístico Ciudad (Vélez-Rubio) | Khu phức hợp lịch sử               | Vélez-Rubio |                                               | RI-53-0000362       | 24-09-2002               | Conjunto Histórico Artístico la Ciudad (Vélez-Rubio) · Upload image      |

#### Vera, Tây Ban Nha
| Tên                                       | Dạng                                        | Địa điểm | Tọa độ                                        | Số hồ sơ tham khảo? | Ngày nhận danh hiệu? | Hình ảnh                                                   |
| ----------------------------------------- | ------------------------------------------- | -------- | --------------------------------------------- | ------------------- | -------------------- | ---------------------------------------------------------- |
| Nhà thờ Nuestra Señora Encarnación (Vera) | Di tích Kiến trúc tôn giáo Nhà thờ pháo đài | Vera     | 37°14′49″B 1°52′07″T / 37,246909°B 1,868713°T | RI-51-0010528       | 27-03-1985           | Iglesia de Nuestra Señora de la Encarnación · Upload image |
| Khu vực Đồi Espíritu Santo                | Khu khảo cổ                                 | Vera     |                                               | RI-55-0000845       | 07-03-2006           | Upload image                                               |

### Z

#### Zurgena
| Tên             | Dạng                        | Địa điểm           | Tọa độ | Số hồ sơ tham khảo? | Ngày nhận danh hiệu?     | Hình ảnh                            |
| --------------- | --------------------------- | ------------------ | ------ | ------------------- | ------------------------ | ----------------------------------- |
| Lâu đài Correos | Di tích Kiến trúc phòng thủ | Zurgena El Palacés |        | RI-51-0007540       | ngày 22 tháng 6 năm 1993 | Castillo los Correos · Upload image |